# Bembecia alaica
Bembecia alaica är en fjärilsart som beskrevs av Rudolf Püngeler 1912. Bembecia alaica ingår i släktet Bembecia och familjen glasvingar. Inga underarter finns listade i Catalogue of Life.